# Biserica romano-catolică din Roșia Montană
Biserica romano-catolică din Roșia Montană este un monument istoric aflat pe teritoriul satului Roșia Montană, comuna Roșia Montană.